# Mary Carpenter
Pour les articles homonymes, voir Carpenter.
Mary Carpenter, née le 3 avril 1807, à Exeter, et morte le 14 juin 1877, est une philanthrope et réformatrice sociale britannique. Fille d’un pasteur unitarien, elle fonde une école pour les plus défavorisés (Ragged school en anglais) et des maisons de correction, ouvrant ainsi des possibilités éducatives inédites pour les enfants pauvres et les jeunes délinquants de Bristol. Elle publie des articles et des livres sur son travail et son lobbying contribue à l’adoption de plusieurs lois éducatives dans le milieu du XIXe siècle. Elle est la première femme publiée par la Royal Statistic Society. Elle prend part à de nombreuses conférences et est reconnue pour ses talents d'oratrice. Mary Carpenter est active dans le mouvement de lutte contre l’esclavage. Elle voyage aussi en Inde, visitant les écoles et les prisons, œuvrant pour améliorer l’éducation des femmes et les conditions carcérales et créant des écoles réformées. Quelques années plus tard, elle voyage en Europe et en Amérique, continuant ses campagnes de réforme pénale et éducative. 
Elle soutient publiquement le suffrage féminin et fait campagne pour l'accès des femmes à l’enseignement supérieur. Elle est enterrée au cimetière de Arnos Vale à Bristol et a un mémorial dans le transept nord de la cathédrale de Bristol.

## Biographie

### Enfance et formation
Mary Carpenter est née en 1807, à Exeter, fille aînée de Lant Carpenter, unitarien d'Exeter, et de Anna (ou Hannah) Penn. En 1817, la famille s'installe à Bristol, où son père prend en charge la direction de l'église unitarienne du quartier de Lewin's Mead. Il fonde un pensionnat à Great George Street, Brandon Hill, dirigé par son épouse et ses filles,. Mary y étudie les sciences, les mathématiques, le grec et le latin,. Elle enseigne à l’école, est engagée comme gouvernante dans l’île de Wight et le Hertfordshire et, en 1827, elle retourne à Bristol pour devenir directrice de l'école qui devient le pensionnat pour demoiselles de Mme Carpenter.
En 1833, elle rencontre Râm Mohan Roy, un des fondateurs du mouvement Brahmo Samaj qui réforme l’hindouisme social. Elle est influencée par sa philosophie durant son bref séjour avec Miss Castle et Miss Kiddel à Beech House à Stapleton, avant le décès de Roy de méningite en septembre de la même année. Plus tard cette année-là, elle rencontre également Joseph Tuckerman, un unitarien américain, fondateur du Ministry-at-Large to the Poor à Boston, Massachusetts. Il a inspiré son engagement sur la voie de la réforme sociale, notamment grâce à une remarque faite lors d'une visite commune d'un quartier de taudis à Bristol. Un petit garçon en guenilles leur coupa la route et Tuckerman fit remarquer, « Cet enfant doit être suivi et protégé, jusque dans son foyer»,. Il est le fondateur d'une ferme-école dans le Massachusetts, qui est devenue un modèle pour les maisons de correction construites ultérieurement. Les écrits de Mary Carpenter reposent notamment sur des idées qu'elle a développées tout au long de sa correspondance avec Tuckerman.

### Travail social et lutte contre l'esclavage
En 1835, elle aide à la création d'un organisme social «Working and Visiting Society », dans les bidonvilles autour de Lewin's Mead. Elle en est secrétaire pendant près de vingt ans. Ce groupe a été inspiré par les travaux de Tuckerman à Boston. Ces sociétés ont pour objectif de rendre visite aux pauvres et de collecter des fonds auprès des classes moyennes émergentes visant à atténuer la pauvreté et améliorer l’éducation. Après la mort de son père en 1840, Mary travaille avec ses sœurs dans un pensionnat que tient sa mère à Whiteladies Road, Clifton.
En 1843, son intérêt pour le mouvement anti-esclavagiste est éveillé par la visite du philanthrope Samuel May. En 1846, elle assiste à une réunion organisée par les abolitionnistes William Lloyd Garrison et Frederick Douglass, qui a échappé à l’esclavage en 1838. Elle contribue aux efforts de collecte de fonds pour la cause abolitionniste et continue ainsi les vingt années suivantes. Ses frères William, Philippe et Russell et sa sœur Anna participent aussi à cette campagne. En 1851, le retour d’un esclave fugitif de Boston vers les États du Sud lui font dire de la Fugitive Slave Act de 1850 que les États-Unis ont « commis un acte atroce... contre l’humanité, contre la Nation, contre Dieu ». Cet événement l'incite à se concentrer sur son travail d’éducation.
Un projet de loi, présenté au Parlement « pour assurer une meilleure éducation des enfants dans les districts ouvriers », ne réussit pas à passer, en raison de l’opposition des non conformistes, qui le percevait comme donnant la prééminence à la position de l’église d’Angleterre. À la suite de l’échec du projet de loi, les "ragged schools" surgissent dans plusieurs villes anglaises, dispensant enseignement, nourriture et vêtements aux pauvres, et incitant Mary Carpenter à fonder une telle école dans le quartier de Lewin's Mead à Bristol. Une école du soir pour adultes a rapidement suivi. En 1848, la fermeture de l’école privée de Mary lui donne plus de temps pour l’éducation et les œuvres de charité. Elle rédige un livre de souvenirs de Joseph Tuckerman et une série d’articles sur les écoles pour les plus démunis qui sont publiés dans The Inquirer, un journal anglais unitarien, plus tard édités sous forme de livre.

### Réformes

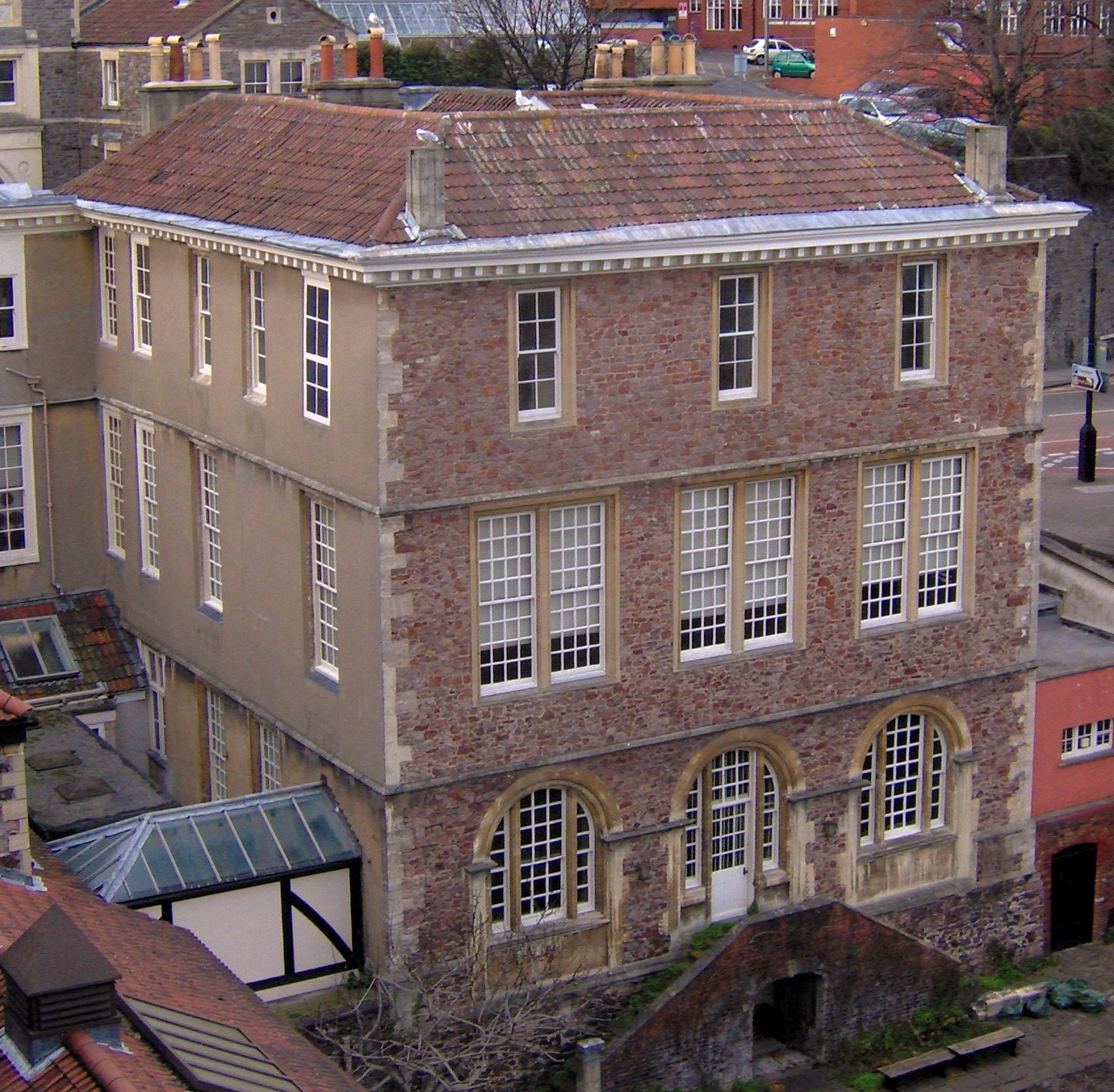
Le Red Lodge à Bristol, où Mary Carpenter fonde une école réformée en 1854.

En 1851, elle publie Reformatory Schools for the Children of the Perishing and Dangerous Classes, and for Juvenile Offenders. Elle y définit trois catégories d’écoles qu'il faudrait créer en urgence : de bonnes écoles gratuites pour tous, des écoles pour les enfants dans le besoin et des écoles d'éducation surveillée pour jeunes délinquants. Cet ouvrage attire l’attention du public sur son travail, et elle commence à communiquer avec des pédagogues et des penseurs réformateurs. Mary Carpenter est consultée par les rédacteurs des projets éducatifs et est invitée à témoigner devant les comités de la Chambre des communes. En 1852, elle publie Juvenile Delinquents, their Condition and Treatment, qui contribue à l’adoption de la Loi sur la délinquance juvénile en 1854.
En 1852, elle met ses idées en pratique, portant la création d’une école réformée à Kingswood dans les locaux d’une ancienne école créée par John Wesley. À l’origine, cette école était mixte, mais très vite, elle décide de séparer les sexes. En 1854, elle installe le centre d’éducation surveillée des filles dans ce qui est aujourd'hui le Musée de Red Lodge, initialement financé par Lady Byron.

#### École réformée de Red Lodge
Lorsque Lady Byron meurt en 1860, Mary Carpenter reçoit un héritage qui lui permet d'acquérir le Red Lodge, ainsi qu'un chalet devant servir à la formation des filles domestiques. Le journal détaillé de Mary Carpenter (Réf. 12693/1-2 - catalogue en ligne) présente les premiers jours à Red Lodge, narrant la transformation d'une maison abandonnée en école fonctionnelle, ou la découverte d’un pied humain dans une dépendance. Les journaux de Mary révèlent également l’utilisation de « cellules », situées dans la cave du Red Lodge, pour discipliner des « filles violentes, réfractaires et bruyantes ». Les autres châtiments incluent la bastonnade ou la tonte des cheveux.
La célèbre Frances Power Cobbe, défenderesse de la cause animale, travaille au Red Lodge et vit avec Mary Carpenter de 1858 à 1859, mais leur relation tumultueuse conduit au départ de Frances.
Les fortes convictions religieuses de Mary ont inspiré ces réformes. « L’amour doit être le seul sentiment de tous ceux qui tentent d’influencer et de guider ces enfants », écrivait-elle dans Reformatory Schools for the Children of the Perishing and Dangerous Classes, and for Juvenile Offenders. Le principe des écoles de réforme ayant été établi, Carpenter se bat désormais pour la gratuité  des externats, soutenant que les "Ragged school" ont droit à une aide financière du gouvernement. Lors d'une réunion de la British Science Association d’Oxford en 1860, elle réalise une présentation sur ce sujet; en 1861, à son instigation, une conférence se tient à Birmingham afin d'inciter le gouvernement à allouer des fonds destinés aux écoles pour les plus démunis.
La même année, Mary est invitée à témoigner par le « House of Commons Select Committee on the Education of Destitute Children » au Parlement. Parmi les éléments de preuve, elle critique les prêtres catholiques qui mettent en garde les enfants d’immigrants irlandais contre les Ragged Schools. Elle ajoute : « Je peux seulement dire que les enfants nous ont rapporté que les prêtres avaient, dans un cas, fouetté un enfant qui voulait se rendre à notre école et les avaient enjoints avec insistance de ne pas y d’entrer. J'ai été moi-même insultée dans la rue par des enfants catholiques... qui croient par erreur qu’ils montrent ainsi leur zèle pour leur propre religion en insultant les Protestants ».

### Inde
En 1866, Mary Carpenter se rend en Inde, une envie qui ne l'a pas quittée depuis sa rencontre avec Raja Ram Mohan Roy en 1833. Elle visite Calcutta, Madras et Bombay, constatant que la plupart du temps, les filles n'étaient plus instruites passé l’âge de douze ans, principalement en raison du manque d’enseignantes. Lors de sa visite, Mary rencontre Sylvana Chandra Sen, le leader du Brahmo Samaj. Sen lui demande de créer un organisme en Grande-Bretagne pour améliorer la communication entre les réformateurs britanniques et Indiens. Elle fonde la National Indian Association en 1870. Elle visite de nombreuses écoles, des hôpitaux et des prisons et encourage les administrateurs indiens et britanniques  à les améliorer à les financer. Elle craint notamment que le manque de bonne éducation des femmes conduise à une pénurie d’enseignantes, d'infirmières et de gardiennes de prison. Le Mary Carpenter Hall de l’école de filles de Brahmo à Calcutta a été érigé en mémoire de son travail.
Elle participe à l’inauguration de l’Association des sciences sociales du Bengale, et adresse au gouverneur général des propositions pour l’éducation des filles, pour les écoles réformées et l'amélioration des conditions carcérales. Elle retourne en Inde en 1868 et obtient des fonds pour mettre en place une école normale afin de former des enseignantes indiennes. En 1875, elle y retourne de nouveau et constate que plusieurs de ses programmes y sont appliqués. Elle soumet aussi au Secrétaire du gouvernement indien des propositions de réforme des prisons.

### Europe et Amérique
À l'International Penal and Prison Congress en 1872, Mary Carpenter propose une conférence sur les principes et résultats des écoles réformées (The Principles and Results of the English Reformatory and Certified Industrial Schools). Elle écrit plus de quarante articles lors de conférences données par l’Association nationale pour la Promotion des sciences sociales. Entre 1857 et 1864, elle donne de nombreuses conférences publiques et devoent célèbre pour ses talents d'oratrice sur le sujet de la réforme sociale, à une époque où peu de femmes s'adressaient à un public.
Le travail de Mary commence à attirer l’attention en Europe. Toute cette attention ne lui est pas favorable, le Pape Pie IX condamne ses livres et son travail en 1864. La princesse Alice de Hesse, qui s’est intéressée aux réformes sociales, l'invite, ainsi que Catherine Winkworth, à Darmstadt pour aider à organiser un Congrès de travailleuses en 1872. Cette Assemblée décide d'œuvrer en faveur d’une « meilleure préparation pour la vie domestique » et « d’accorder une plus grande attention au développement mental dans la vie quotidienne. » A la fin de la réunion, Mary Carpenter propose la création d’une Union internationale pour la formation industrielle de la femme. Elle se rend à Neuchâtel, en Suisse, pour étudier le système pénitentiaire de Louis Guillaume et en 1873, aux États-Unis, où elle rencontre des abolitionnistes comme William Lloyd Garrison et Frederick Douglass. Elle y visite des prisons et en 1874 écrit à l’Association des Prisons de New York pour exprimer son inquiétude sur « l’État épouvantable des prisons."

### Mort

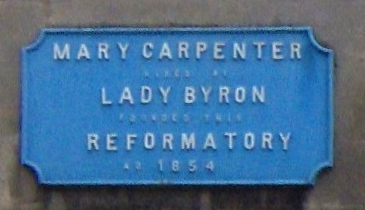
Plaque commémorative du Red Lodge à Bristol.

Mary Carpenter soutient le mouvement pour l’enseignement supérieur des femmes,, et la cause féministe, mais elle n'en dira rien pendant la majeure partie de sa vie, estimant que l’impopularité du mouvement pour le suffrage féminin est susceptible de porter préjudice à ses réformes éducatives et pénales. Mais elle le fait en 1877, l’année de sa mort, se rendant sur une scène publique à Bristol, soutenant le Bristol and West of England Society for Women’s Suffrage. Elle est invitée à une entrevue avec la Reine Victoria et Florence Nightingale au château de Windsor en 1868.
Mary ne se marie jamais, mais elle adopte une fillette de cinq ans, Rosanna, en 1858. Elle meurt, dans son sommeil, au Red Lodge en juin 1877 et est enterrée au cimetière de Arnos Vale. Son cortège funèbre s’étend sur plus de 800 mètres. En octobre 1877, une réunion publique récolte 2 700 £ pour ses écoles réformées et la construction d’un mémorial dans la cathédrale de Bristol.

## Héritage
L’école réformée de Kingswood est active jusqu’en 1984 et le Red Lodge ferme en 1918. Les campagnes de Mary pour la réforme du système pénitentiaire des mineurs ont une grande influence sur l’élaboration d’un régime plus favorable aux jeunes délinquants. Ses écrits, son activisme politique et ses conférences publiques ont eu une grande influence sur l'évolution de l’éducation surveillée en Grande-Bretagne, mais aussi en Europe, en Inde et en Amérique. Elle a aidé à instaurer des réformes majeures du 19e et 20e siècles. Cependant, les causes de la criminalité chez les jeunes restent encore sans réponse au début du XXIe siècle et les échecs des prisons de jeunesse contemporaine sont critiqués par nombre d'organismes officiels,.

## Publications

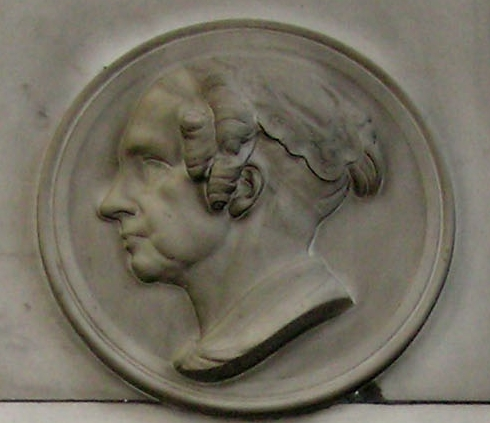
Bas relief de la cathédrale de Bristol

- Morning and Evening Meditations, for Every Day in a Month. Boston: Wm. Crosby & H. P. Nichols, 1848
- Memoir of Joseph Tuckerman, D.D., of Boston (U.S.). London: Christian Tract Society, 1849
- Reformatory Schools: For the Children of the Perishing and Dangerous Classes and for Juvenile Offenders. London: C. Gilpin, 1851
- Juvenile Delinquents, their Condition and Treatment. London: W. & F. G. Cash, 1853
- Reformatories for Convicted Girls. Transactions of the National Association for the Promotion of Social Science, p. 338–346, 1860
- Six Months in India. London: Longmans, Green and Co, 1868
- Female Life in Prison with Robinson, Frederick William. London: Hurst and Blackett, 1862
- Our Convicts. London: Longman, Green, Longman, Roberts & Green, 1864
- The Last Days in England of the Rajah Rammohun Roy. London: Trubner and Co, 1866
- Reformatory Prison Discipline: As Developed by the Rt. Hon. Sir Walter Crofton, in the Irish Convict Prisons with Crofton, William. London: Longmans, Green and Co, 1872
- Memoir of the Rev. Lant Carpenter, LL.D. with Russell Lant Carpenter. London: E.T. Whitfield, 1875
- An address on prison discipline and juvenile reformatories. W. Jones, 1876

## Dossiers personnels
Les dossiers et la correspondance de Mary Carpenter sont conservés par les archives de Bristol (Ref. 12693) (online catalogue). Des enregistrements de Mary Carpenter se trouvent aussi sur les sites suivants : Bibliothèque publique de Boston, Dorset History Centre, Oxford University: Tate Library, Bibliothèque Huntington et  British Library Manuscript Collections.

### Sources
- (en) « Carpenter, Mary », dans Encyclopædia Britannica [détail de l’édition], vol. 5, 1911 (lire sur Wikisource).
- (en) Mary Carpenter, « Carpenter, Mary (1807–1877) », dans Oxford Dictionary of National Biography, Oxford University Press (lire en ligne )